# Тва
Тва, або Батва́ (ба — показник множини) — пігмейський народ в Центральній Африці, найстаріше корінне населення Великих Африканських озер, один з найбільших народів у державах Руанда і Бурунді. Чисельність на початку XXI ст. становила близько 322 тис. чоловік.
Тва, були підкорені банту-мовнимим племенами хуту, що вторглися на їхні землі в середньовіччі. Пізніше, близько XV ст., обидва народи були підкорені племенем Тутсі, що прийшло з півночі (ймовірно з Ефіопії).
Як і інші пігмейські народи, тва втратили свою первісну мову і перейшли на мову завойовників — хуту.
Тва зазвичай заселяли важкодоступні аграрні зони, і таким чином, живуть на периферії сучасного африканського суспільства. Ведуть натуральне господарство, хоча до прибуття хуту були мисливцями і збирачами. Живуть у невеликих поселеннях, в будинках з тростини, обмазаних глиною, або з цегли-сирцю.

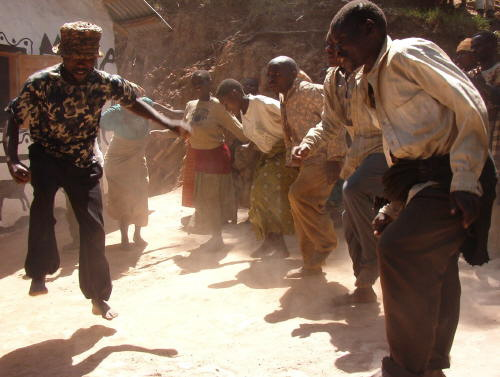
Традиційний танок племені Тва

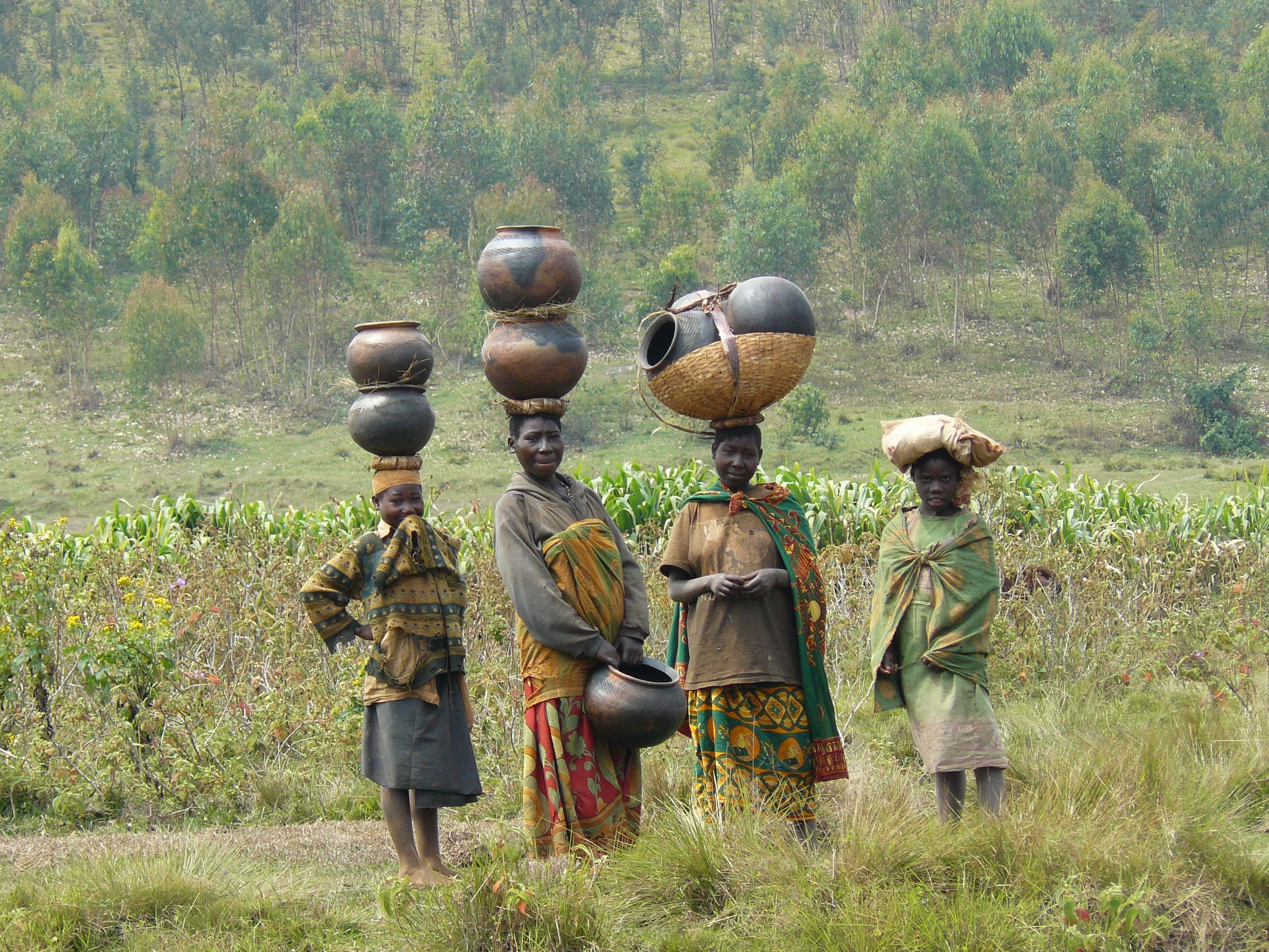
Жінки племені Тва з традиційними керамічними виробами.

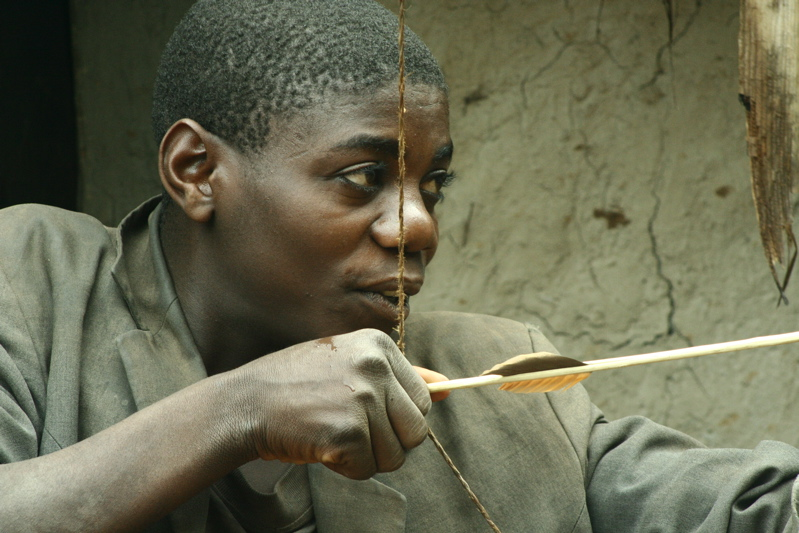
Тва з традиційним луком та стрілою.